# Morello (fiume)
Il Morello è un fiume della Sicilia che scorre nella provincia di Enna. Nasce dalle pendici del Monte Altesina; è un affluente di sinistra del fiume Imera meridionale nel quale confluisce in prossimità del ponte Capodarso. Mediante uno sbarramento artificiale costruito tra il 1968 e il 1973 è divenuto immissario ed emissario del Lago Morello.

## Descrizione
Il fiume Morello attraversa nel suo corso, caratterizzato da meandri a volte anche bruschi, ampi strati minerari zolfiferi, portati alla luce durante millenni di erosione, che nell'Ottocento hanno dato luogo alle attività minerarie della Sicilia centrale.
Nella vallata del fiume insistono vari siti preistorici datati all'età del Bronzo: Masseria Corvino con reperti ceramici, Monte Gaspa con ampie tracce di industria litica e decine di tombe a grotticella. In località Rocca Danzese inoltre vi si trovano resti di strutture murarie databili tra VII secolo a.C.-III secolo a.C.